# Wolfskersaardvlo
De wolfskersaardvlo (Epitrix atropae) is een keversoort uit de familie bladkevers (Chrysomelidae), die tot de tribus Alticini behoort. De wetenschappelijke naam van de soort werd in 1860 gepubliceerd door Foudras. De soort komt van nature voor in het zuidelijke en westelijke Palearctisch gebied en in het noordwesten van Afrika .

## Beschrijving
De kever is 1,2-1,9 mm lang en heeft zwarte dekschilden met grote oranje of rode vlekken. Op de dekschilden lopen de putjes in lijnen. Op het halsschild zitten de putjes verspreid. De poten en de antennen zijn lichtbruin. De dijen van het achterste pootpaar zijn opvallend dik. Dankzij een veermechanisme (de "metafemorale veer") in de sterk ontwikkelde dij van de achterste poten kunnen de kevers, typisch voor de meeste aardvlooien wegspringen bij gevaar.

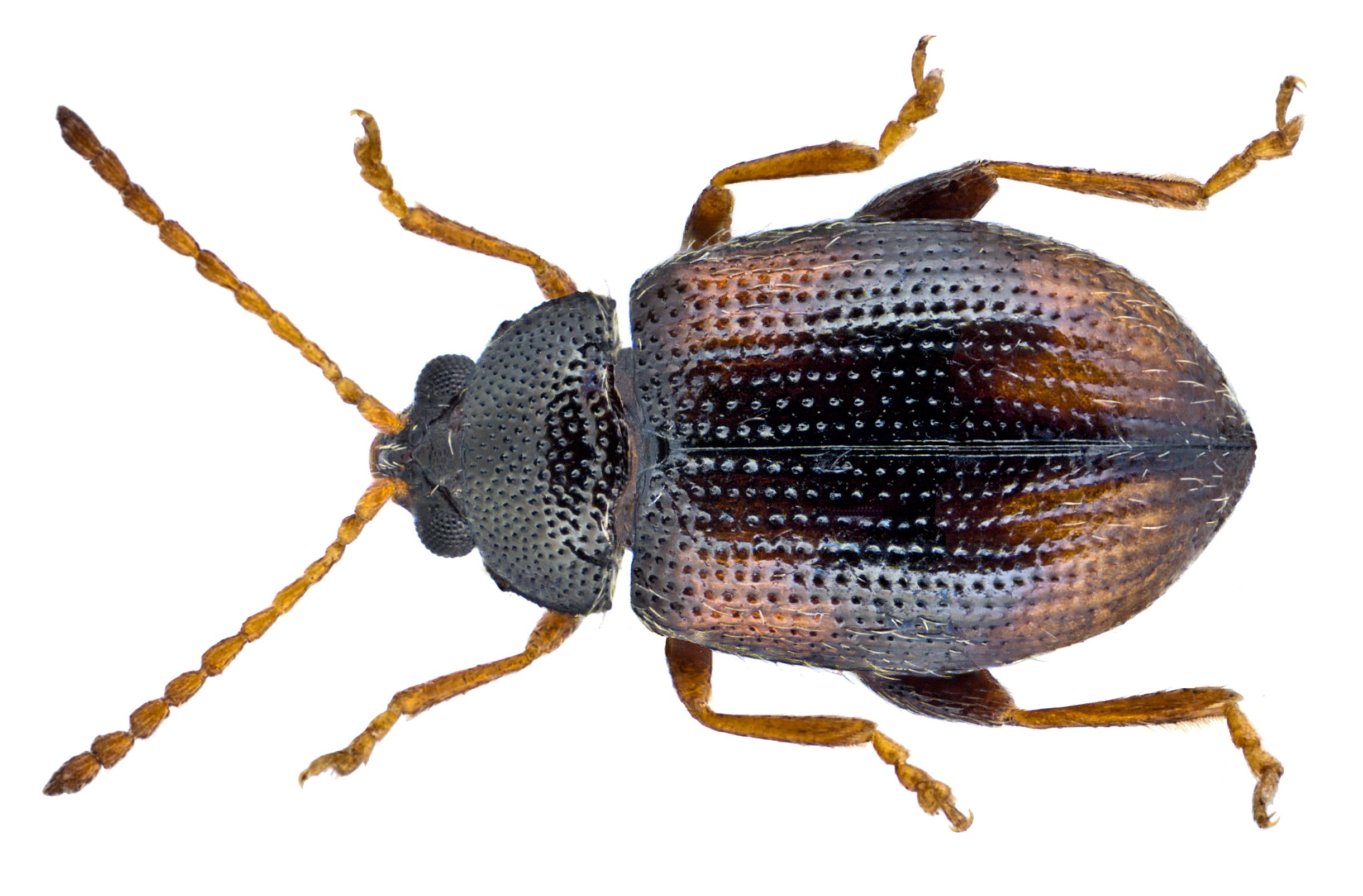
Kever
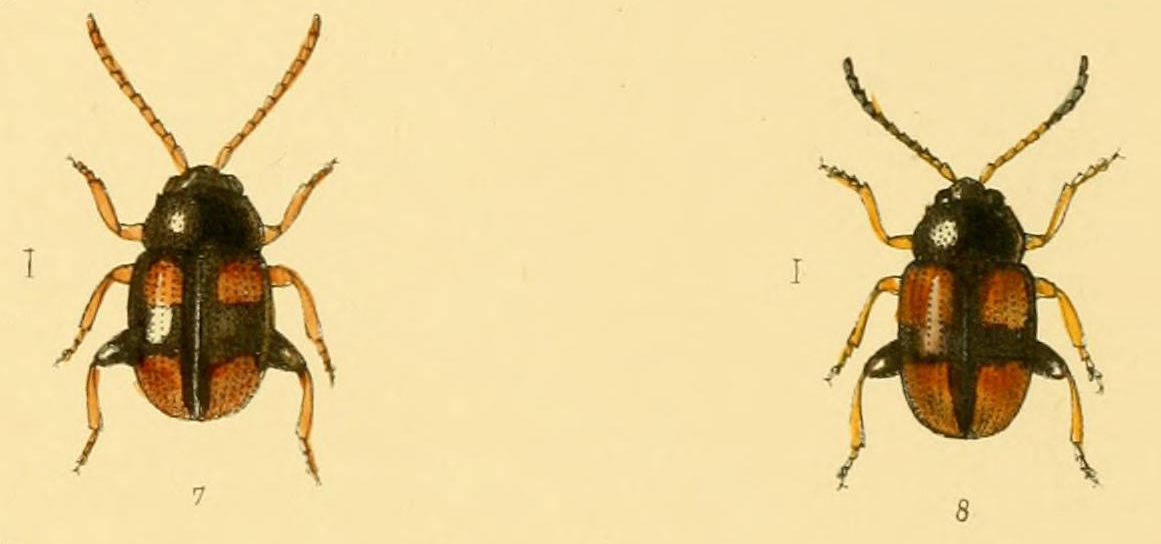
Kevers
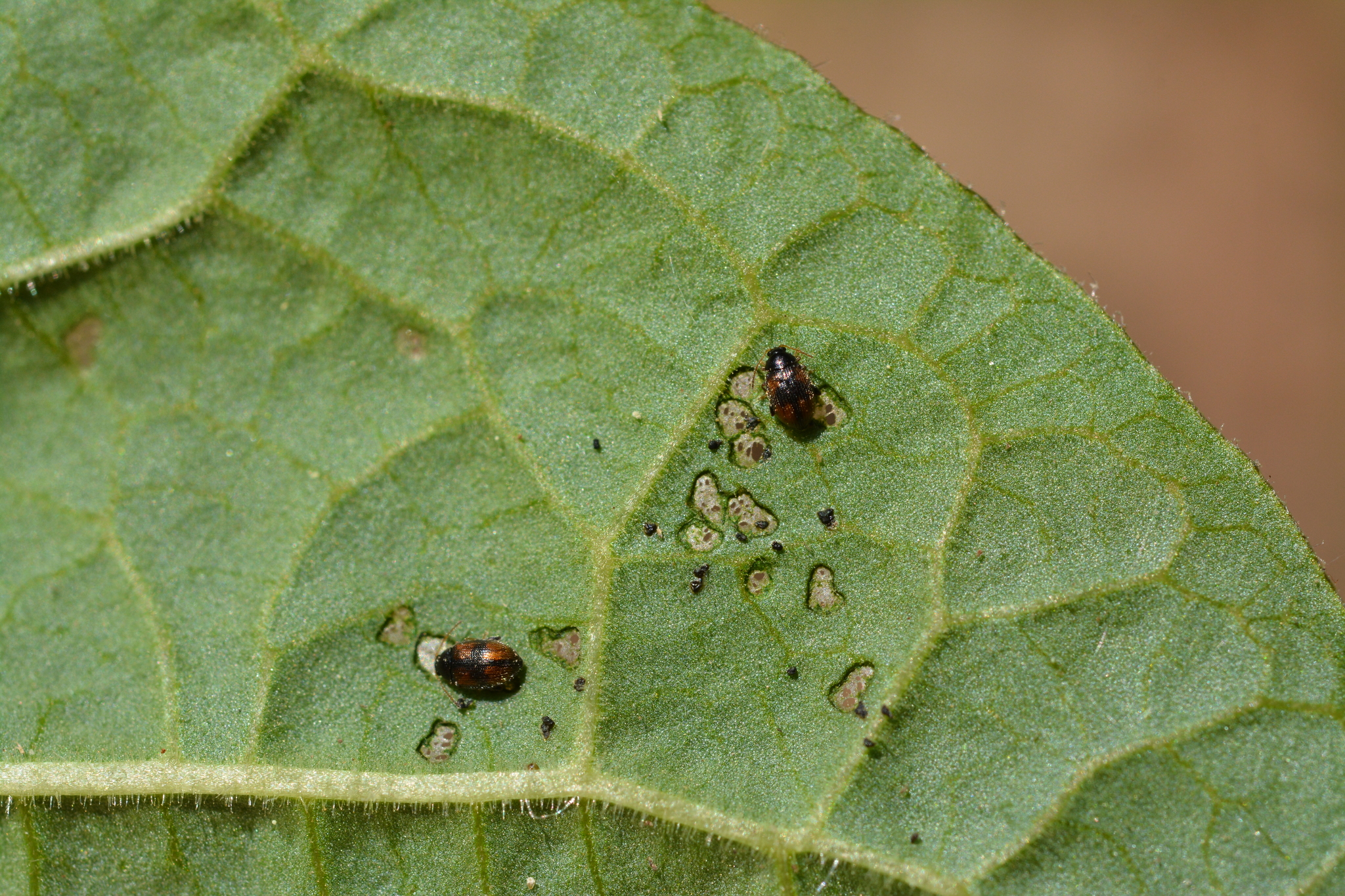
Vreterij van kevers aan onderkant blad van wolfskers

## Levenswijze
Er is één generatie per jaar. De kevers komen vanaf april uit de winterrust en paren na een rijpingsvraat in de lente. De vrouwtjes leggen in mei en juni de eieren in de grond aan de voet van de waardplant. De larven komen uit de eieren in juni en zijn na drie weken volgroeid. De verpopping vindt plaats in de grond. De nieuwe generatie kevers verschijnen vanaf eind juni en overwinteren in graspollen en onder strooisel.
De kevers vreten van de bladeren, waardoor er kleine gaatjes in de bladeren ontstaan. De larven vreten van de wortels.

## Waardplanten
De belangrijkste waardplant is wolfskers. Andere waardplanten zijn bilzekruid, doornappel, gewone boksdoorn en zwarte nachtschade.